# Józef Adamski
Józef Wiesław Adamski (ur. 25 kwietnia 1932 we wsi Kuśnie) – polski pedagog, wiceminister spraw zagranicznych (1972–1978).

## Życiorys
Od 1948 członek Związku Młodzieży Polskiej, a od 1953 Polskiej Zjednoczonej Partii Robotniczej. W latach 1948–1949 był przewodniczącym w Zarządzie Powiatowym ZMP w Sieradzu. Kształcił się w Wyższej Szkole Pedagogicznej w Łodzi (1949–1953). W latach 1953–1954 kierował Wydziałem Propagandy w Zarządzie Łódzkim ZMP w Łodzi. Od 1954 do 1958 był wiceprzewodniczącym Rady Naczelnej Zrzeszenia Studentów Polskich w Warszawie. W latach 1958–1965 sekretarz w Komitecie Centralnym Związku Młodzieży Socjalistycznej w Warszawie. Od 1965 do 1967 przewodniczący Krajowej Ogólnozwiązkowej Federacji Sportu, Wychowania Fizycznego i Turystyki w Warszawie. Od 1967 do 1972 sekretarz w Centralnej Radzie Związków Zawodowych w Warszawie. Od 28 listopada 1972 do 15 czerwca 1978 podsekretarz stanu w Ministerstwie Spraw Zagranicznych. Sekretarz generalny Towarzystwa Łączności z Polonią Zagraniczną.